# Panegyricus
A panegyricus emelkedett hangvételű ünnepi beszéd, amelyet közönség előtt tartottak. Az eredeti görög szó (πανηγυρικός, azaz panégürikosz) a „gyűlésen elmondható beszédet” jelenti. Alkalomra, hivatalos eseményre írt retorikai művek, amelyek célja a beszéd tárgyának ünnepélyessé tétele a hallgatóság körében. Általában annak az istennek rövid dicséretével kezdődött, kinek tiszteletével a panegyricus összefüggésben állt, ez után áttért a város vagy vidék dicséretére, ahol az ünnepet tartották, majd magára az ünnepi gyülekezetre. Célja lehetett a lelkesedés kiváltása, ezért a követendő példaképek magasztalása és azok követésére való buzdítás is fontos eleme.
Gorgiasz, Lüsziasz, Iszokratész, Ailiosz Ariszteidész vagy Menandrosz írtak híres panegyricusokat. A későbbi korokban némileg módosult a panegyricus értelme, így neveztek mindenféle terjedelmesebb dicsérő és magasztaló beszédet is. A korai császárkorban általában csak az élők számára írt dicshimnuszt jelentette, a halottak magasztalására halotti beszédet írtak. Már ifjabb Plinius is írt ilyeneket, például a 100 körül a senatus megbízására Traianus consuli beiktatásának alkalmára készült munkája. Főleg a késői császárkor dicsbeszédei ismertek, amelyeket Diocletianus és Theodosius császárok uralkodása között a galliai városok számára különböző latin rétorok írtak. Formájukban és stílusukban ezek a beszédek általában Cicerót utánozták, így ezen beszédek sokáig kedveltek maradtak. Diocletianus idején vált szokássá a császár emberfeletti erényeit ünnepelni egy-egy hivatalos eseményen. 336-ban kaiszareiai Euszebiosz I. Constantinushoz írt panegyricust – ebben uralkodói jogcímét egészen II. Claudius Gothicusig vezeti vissza. Cassiodorus Theuderich keleti gót királynak címzett egyet.